# Kirkland Hotel

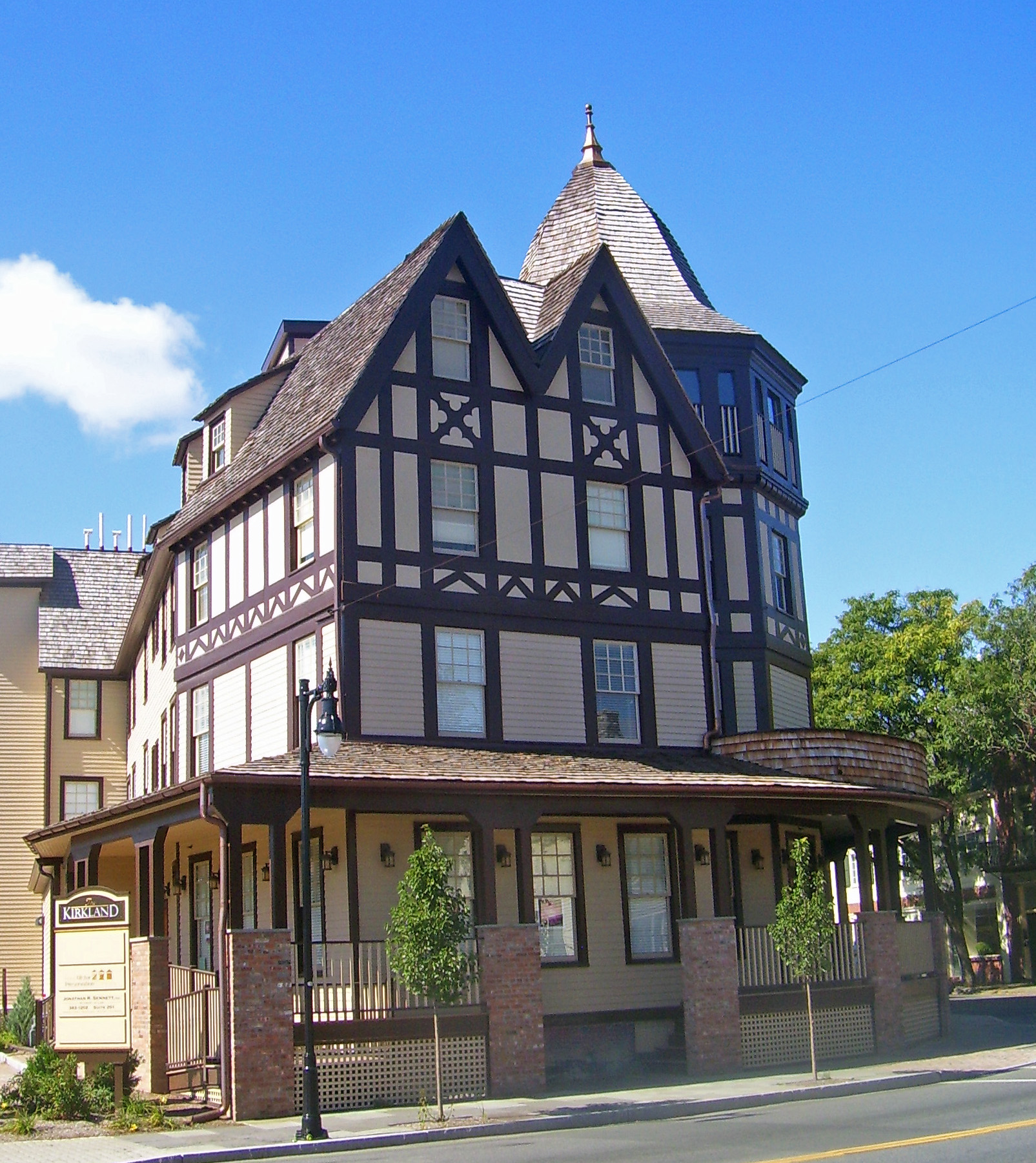
Nordfassade und Ostseite des Gebäudes (2008)

Das Kirkland Hotel ist ein früheres Hotel an der Ecke von Main Street und Clinton Avenue in Kingston, New York in den Vereinigten Staaten. Das im Tudorstil erbaute Gebäude entstand am Ende des 19. Jahrhunderts.
Es handelt sich um ein rares Beispiel eines städtischen in Holzständerbauweise entstandenen Hotels, das von der Mitte des 20. Jahrhunderts bis zum Beginn der 1970er Jahre auch ein lokal beliebtes Restaurant war. Nach der Schließung des Hotels kamen die Bemühungen, das Gebäude zu erneuern, zum Stocken und es drohte fast der Abriss des Bauwerks. Nach einem preisgekrönten Umbau beherbergt es in heutiger Zeit Büros und Apartments. Im Jahr 2002 wurde es in das National Register of Historic Places aufgenommen, und es ist auch beitragender Teil des Kingston Stockade Districts.

## Gebäude
Das Gebäude steht auf einem unregelmäßig zugeschnittenen Grundstück am östlichen Rand der Oberstadt von Kingston. Östlich davon steht eine Garage in einem ähnlichen Baustil, südlich davon befindet sich ein Bürogebäude der Verwaltung des Ulster Countys. Die Nachbarschaft ist städtisch, allerdings nicht dicht bebaut; die Old Dutch Church liegt einundeinhalben Straßenblöcke weiter südlich an der Main Street.
Der Haupttrakt des Hotels ist ein trapezförmiges vierstöckiges Gebäude in Holzständerbauweise auf einem Sockel aus Stein und Backstein. Über dem Eingang im Nordwesten erhebt sich ein Turm. Das Dach besteht aus einer komplexen Serie von steil aufgerichteten Satteldachflächen.
Auf der Westseite, zur Main Street gelegen, besteht die Fassade aus zwei Blöcken, bestehend aus jeweils drei Jochen und Satteldach. Dazwischen befindet sich ein weiterer Eingang. Eine Veranda mit steilem Dach umgibt das Gebäude im ersten Stock vollständig. Der Haupteingang befindet sich am Fuß eines Turmes an der nordöstlichen Ecke; auf dessen Spitze befinden sich Kuppel und Kreuzblume. Die Nordfassade an der Clinton Avenue bildet ein Giebelpaar. Ost- und Südseite nicht ornamentiert.
Im Innern ist das Gebäude weitgehend intakt. Die Wände sind die ursprünglichen Putzträger mit Gips, eine Treppe mit Treppenspindel aus Metall und gedrechselten Balustern verbindet alle Stockwerke miteinander.

## Geschichte
An der Stätte, an der später das Hotel erbaut wurde, befand sich von 1876 bis 1885 ein Holzplatz. Margaret Conklin kaufte 1889 das Grundstück und erbaute das Hotel im relativ neuen Baustil des Tudorbethan, der sich sehr von dem meist konservativen zurückhaltenden Stilen unterschied, in denen die Hotels jener Zeit vorwiegend gebaut wurden. Das Hotel bediente vor allem Gäste, die Angelegenheiten mit der Countyverwaltung nachgingen, deren Büros sich wie das Courthouse in der Nähe befanden.
Conklin verkaufte das Hotel 1917 an George and Jane Holms, die es fünf Jahre später, 1922, an Samuel und Alice Saulpaugh veräußerten. Es waren die Saulpaughs, die dem Hotel den Namen gaben. Sie verkauften es 1925 an ein anderes Ehepaar, John and Mary Eagen. Die Eagens betrieben das Hotel bis 1948 und verkauften es 1950 an Max und Ruth Brugmann. Die Brugmanns eröffneten den Dutch Rathskeller, das Restaurant im Kellergeschoss des Hotels. 1968 schlossen sie das Hotel und vier Jahre später auch das Restaurant. Ebenfalls 1972 wurden die Veranda an der Vorderseite und die Kuppel des Turmes entfernt.
Ein weiterer Eigner eröffnete 1976 im Keller ein neues Restaurant, das Cleaver Steakhouse, machte aber im gleichen Jahr Bankrott. Mitte der 1980er Jahre, als das Gebäude durch die Hände einer Reihe von Eigentümern ging, die einen Umbau durchzuführen beabsichtigten, versuchte die Stadtverwaltung es als lokales Baudenkmal einzustufen. Diese Bemühungen schlugen fehl, da die Landmarks and Historic Preservation Commission der Stadt dem nicht zustimmte.
Ein weiterer Eigentümer des Gebäudes ließ es 1988 in creme und grün neustreichen, konnte aber keine weiteren Arbeiten an dem Gebäude durchführen. 1996 gelangte es in das Eigentum der Stadt und es drohte der Abriss, um Platz für ein Parkhaus zu machen. 2002 kaufte die Rural Ulster Preservation Company (RUPCO), eine gemeinnützige Organisation, das Anwesen und ließ es restaurieren, einschließlich der früher entfernten Kuppel und der Veranda.
Im Zuge des Umbaus wurde ein Erdwärme-Heizung eingebaut, wodurch Heizkosten gespart werden. Letztlich betrugen die Kosten des Projektes 4,7 Millionen US-Dollar. RUPCO geriet in die Kritik der Gewerkschaften, weil nicht gewerklich organisierte Handwerker an der Renovierung beteiligt waren.
Das Restaurant im Kellergeschoss wurde erneuert, um möglicherweise durch einen neuen Betreiber genutzt zu werden. RUPCO vermietet die Räumlichkeiten des früheren Hotels zu Wohnzwecken und als Büros sowie zu Veranstaltungen. Das renovierte Gebäude wurde 2007 als eines von mehreren mit dem jährlich durch die New York State Preservation League vergebenen Excellence in Preservation Award ausgezeichnet.